# Andreaskirche (Ujest)

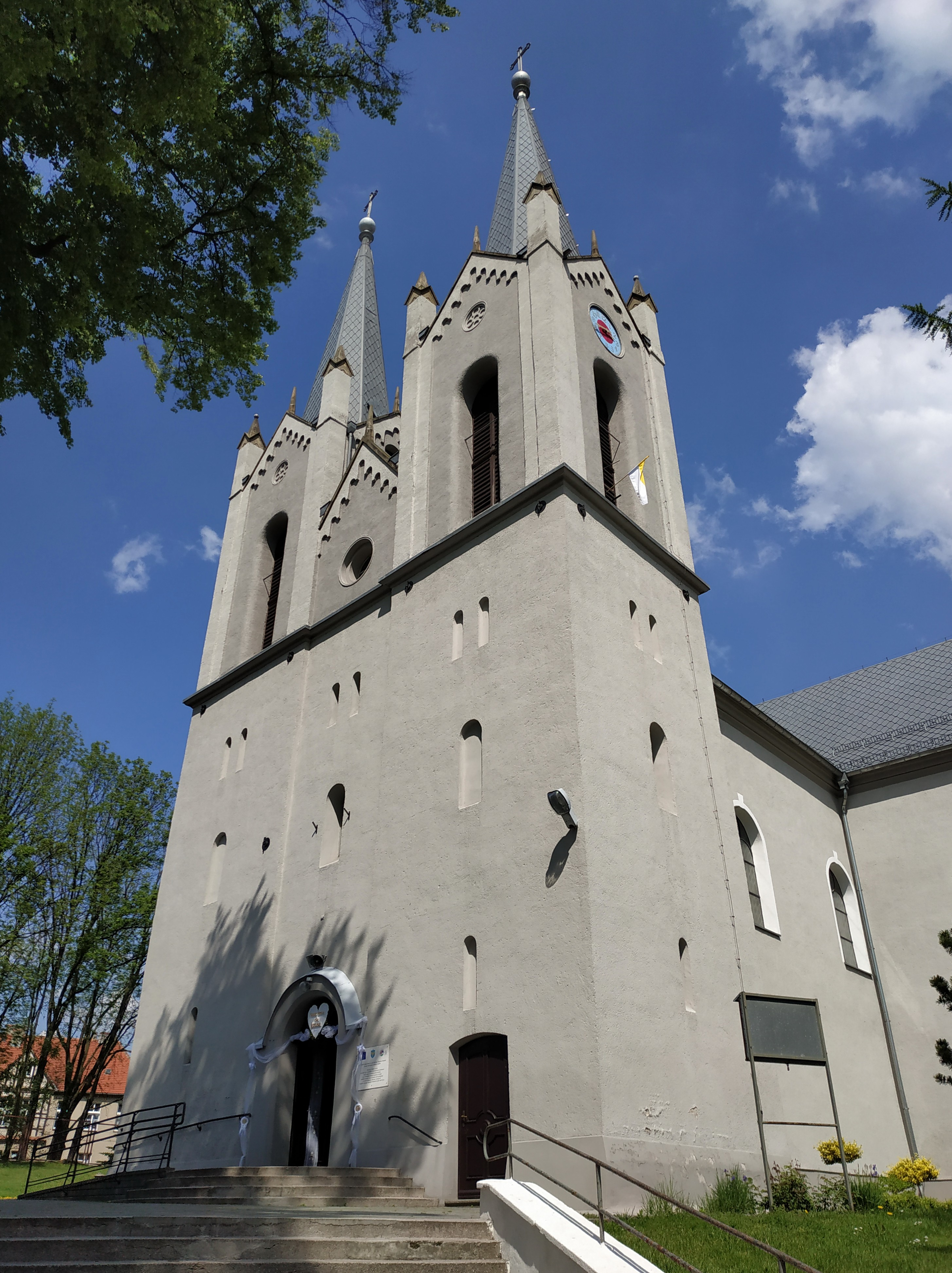
Die Andreaskirche

Die Andreaskirche ist die römisch-katholische Pfarrkirche der oberschlesischen Stadt Ujest. Sie liegt auf einem Hügel am nördlichen Rand der Altstadt von Ujest, auf dem sich auch das Schloss befindet. Sie ist dem heiligen Apostel Andreas geweiht, stammt aus dem frühen 17. Jahrhundert, ist massiv und im barocken Stil gehalten und hat neoromanische Doppeltürme.
Der Andreasgemeinde gehört auch die Brünnelkirche östlich von Ujest als Filialkirche an.

## Geschichte

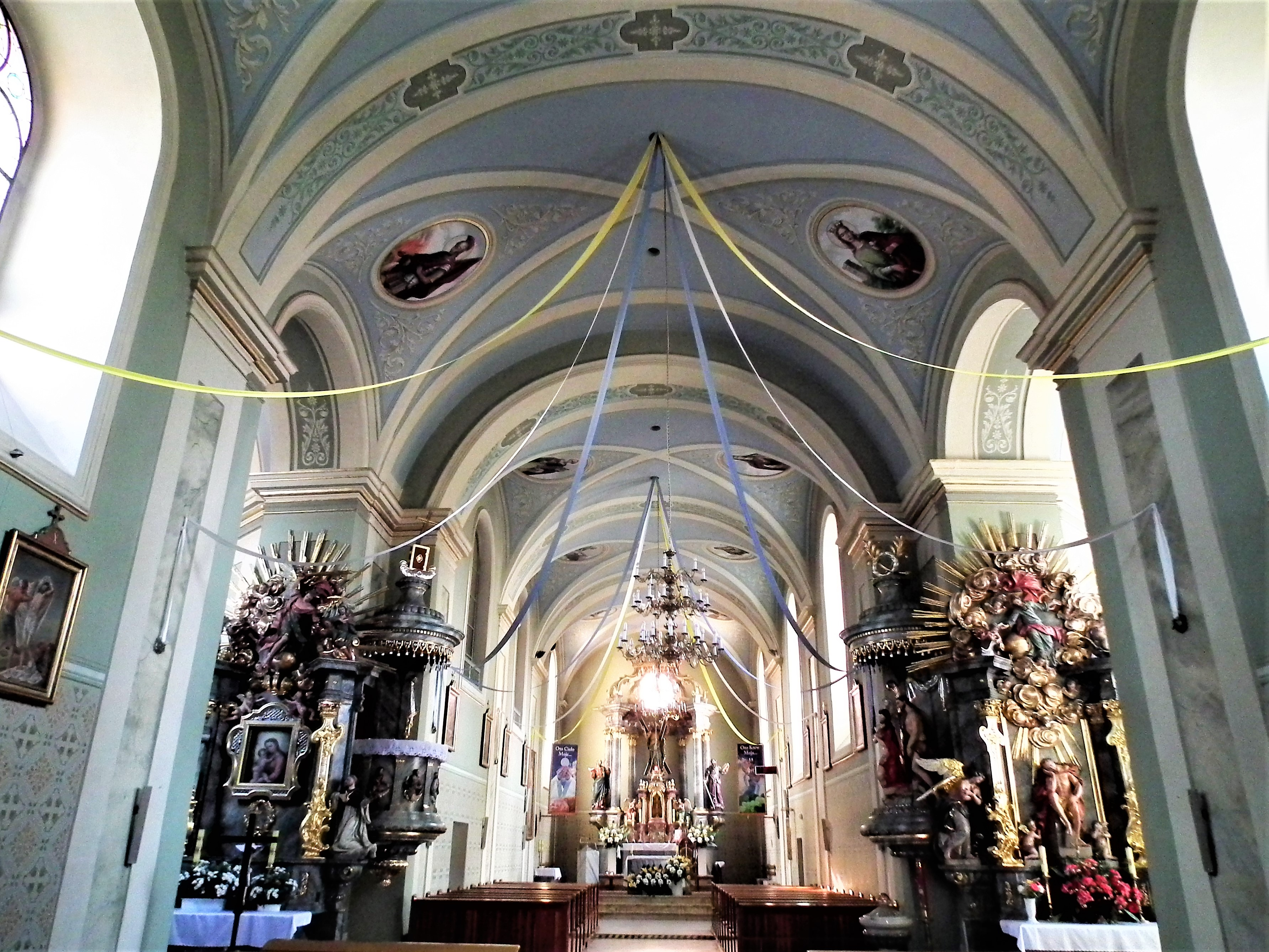
Innenraum

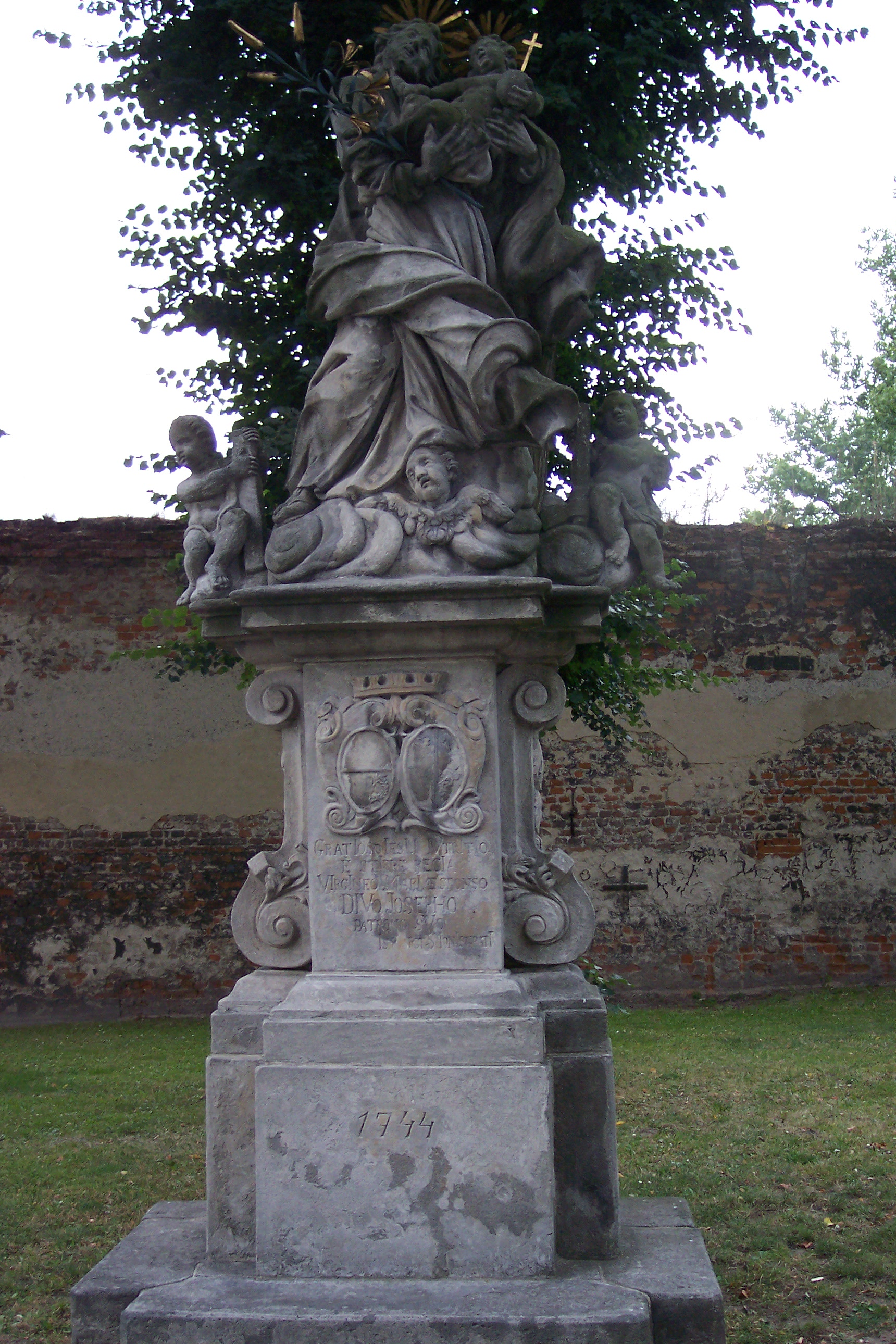
Die Säule mit heiligen Josef

Eine Pfarrkirche in Ujest wurde 1295 erstmals urkundlich erwähnt. Die heutige Kirche wurde 1613 errichtet. Im 18. Jahrhundert wurde sie komplett umgestaltet. 1864 wurden die beiden Kirchtürme im neoromanischen Stil erhöht. 1933 wurde die Kirche um einen neuen Altarraum erweitert, sowie eine Sakristei und ein Pfarrsaal errichtet.

## Ausstattung
Der Hauptaltar wurde 1823 durch den aus Österreichisch-Schlesien stammenden Künstler Bernhard Kutzer (1794–1864) geschaffen. Kutzer schuf zudem auch das Taufbecken und die Kanzel. Die Elemente über dem Taufbecken zeigen eine Szene der Taufe Jesu im Jordan. Die Arbeiten Kutzers sind im klassizistischen Stil gehalten. Die Seitenaltäre wurden im 18. Jahrhundert geschaffen. Ein Altar zeigt einen Gnadenstuhl. Der andere zeigt die heilige Maria mit dem Jesuskind und die heilige Barbara und die heilige Dorothea.
An der Kirche befinden sich drei steinerne Grabsteine aus dem 17. Jahrhundert mit deutschen Inschriften. Sie zeigen die Verstorbenen in Lebensgröße, zwei Frauen und ein Kind. Zwei weitere Grabsteine aus dem 17. Jahrhundert mit eingelassenen elliptischen Bronzeschildern.
Auf der Außenanlage befinden sich eine Säule mit der Figur des heiligen Nepomuk sowie eine Säule mit dem heiligen Josef mit Jesuskind von Johann Melchior Österreich aus dem Jahr 1744 im Rokokostil. Zudem befindet sich auf dem Kirchhof ein Grabstein in Vasenform mit der Inschrift Gustav von Ohlen.